# Ostrzeszowski
Ostrzeszowski là một huyện thuộc tỉnh Wielkopolskie của Ba Lan. Huyện có diện tích 773 km². Đến ngày 1 tháng 1 năm 2011, dân số của huyện là 55047 người và mật độ 71 người/km².